# U-23サッカーベトナム代表
U-23サッカーベトナム代表は、ベトナムサッカー連盟（VFF）によって編成されるベトナムのサッカーの23歳以下のナショナルチームである。23歳以下の選手を対象とするオリンピックに出場するためのチームである。そのため、オリンピックの前年にはU-22サッカーベトナム代表、そのさらに前年にはU-21サッカーベトナム代表と呼称が変わる。

## 歴史
オリンピックの出場歴はない。
アジア競技大会サッカー競技には2002年大会に初出場し、2010年大会、2014年大会ではベスト16入りを果たした。
2018年に行われたAFC U-23選手権中国大会では、グループリーグ初戦で韓国に1-2と逆転負けしたものの、2戦目で前回大会で敗れたオーストラリアに1-0と勝利し、3戦目でシリアをスコアレスドローに抑え、同時刻に試合のあったオーストラリアが韓国に2-3と敗れたためグループ2位で代表初となるベスト8へ進出した。準々決勝ではイラクと対戦し、3-3で延長戦でも決着がつかずPK戦となったが、5-3と勝利した。準決勝ではカタールとの対戦でこれも延長戦で2-2と決着がつかず2度目のPK戦となり、4-3で2試合連続のPK戦勝利で決勝戦へと進出した。そのウズベキスタンとの決勝戦では前半8分に先制されるもグエン・クアン・ハイの大会5得点目となるゴールで同点に追いつき、試合はそのまま1-1で90分が終了し、ベトナムとしては3度目の延長戦となった。その延長戦ではこのままPK戦かと思われた終了間際にウズベキスタンに勝ち越しゴールを決められあと一歩のところで優勝を逃し準優勝となった。この活躍にベトナム国内は大きく盛り上がり、準決勝の際は観戦に備えて同日試合の行われる午後を休業にする企業もあった。

## オリンピックの成績
- 1992 - 予選敗退
- 1996 - 予選敗退
- 2000 - 予選敗退
- 2004 - 予選敗退
- 2008 - 予選敗退
- 2012 - 予選敗退
- 2016 - 予選敗退
- 2020 - 予選敗退
- 2024 - 予選敗退

## アジア競技大会の成績
1998年大会まではサッカーベトナム代表#アジア競技大会の成績を参照。
- 2002 - グループリーグ敗退
- 2006 - グループリーグ敗退
- 2010 - ベスト16
- 2014 - ベスト16
- 2018 - 4位
- 2022 - グループリーグ敗退

## U-23選手権の成績
| 開催年 | 結果               | 試合     | 勝利     | 引分     | 敗戦     | 得点     | 失点     |
| ------ | ------------------ | -------- | -------- | -------- | -------- | -------- | -------- |
| 2013   | 予選敗退           | 予選敗退 | 予選敗退 | 予選敗退 | 予選敗退 | 予選敗退 | 予選敗退 |
| 2016   | グループリーグ敗退 | 3        | 0        | 0        | 3        | 3        | 8        |
| 2018   | 準優勝             | 6        | 1        | 3        | 2        | 8        | 9        |
| 2020   | グループリーグ敗退 | 3        | 0        | 2        | 1        | 1        | 2        |
| 2022   | ベスト8            | 4        | 1        | 2        | 1        | 5        | 5        |
| 2024   | ベスト8            | 4        | 2        | 0        | 2        | 5        | 5        |
| 合計   | 5/6                | 20       | 4        | 7        | 9        | 22       | 29       |